# بترا كوليشوفا
بترا كوليشوفا (بالتشيكية: Petra Kulichová)‏ مواليد 13 سبتمبر 1984 في باردوبيتسه، هي لاعبة كرة سلة تشيكية. تلعب مع بشتكاش في الدوري التركي لكرة السلة للسيدات كلاعب وسط. يبلغ طولها 6 قدم 6 بوصة (2.0 م). مثلت منتخب بلادها. شاركت في دورة الألعاب الأولمبية الصيفية سنة 2004. حققت المركز الثاني في بطولة كأس العالم لكرة السلة للسيدات 2010.

## سجل المنافسة
شاركت في المنافسات التالية:
- الألعاب الأولمبية الصيفية 2004
- الألعاب الأولمبية الصيفية 2008
- الألعاب الأولمبية الصيفية 2012
- كأس العالم لكرة السلة للسيدات 2014

## الميداليات
| الميدالية | المسابقة                                 |
| --------- | ---------------------------------------- |
| فضية      | بطولة كأس العالم لكرة السلة للسيدات 2010 |

## روابط خارجية
- بترا كوليشوفا على موقع الاتحاد الدولي لكرة السلة (الإنجليزية)
- بترا كوليشوفا على موقع كرة السلة الأوروبية.كوم (الإنجليزية)
- بترا كوليشوفا على موقع بروبوليرز (الإنجليزية)
- بترا كوليشوفا على موقع سبورتس رفرنس (الإنجليزية)
- بترا كوليشوفا على موقع أوليمبيديا (الإنجليزية)
- بترا كوليشوفا على موقع اللجنة الأولمبية التشيكية (التشيكية)